# Sarasaeschna minuta
Sarasaeschna minuta – gatunek ważki z rodziny żagnicowatych (Aeshnidae).